# Leonor Oyarzún
Leonor Victoria Oyarzún Ivanovic (Temuco, 10 de marzo de 1919-Santiago, 21 de enero de 2022) fue una orientadora familiar chilena, miembro del Partido Demócrata Cristiano (PDC). Fue la esposa y viuda del expresidente de Chile Patricio Aylwin, por lo cual tuvo el título protocolar de primera dama durante su gobierno entre 1990 y 1994.

## Biografía
Hija de Manuel Oyarzún Lorca, abogado, rector del liceo de Antofagasta y síndico de quiebras en Santiago, y de Ana Ivanovic Roccatagliata, dueña de casa. Fue la mayor de las seis hijas que tuvo el matrimonio. Su hermana Mercedes se casó con el también democratacristiano Hugo Trivelli, de cuyo matrimonio nació Marcelo Trivelli, quien por lo tanto es su sobrino. Estudió inglés, francés y costura. Su padre falleció cuando ella tenía 18 años, y tuvo que ayudar a su madre a mantener el hogar mediante su trabajo como costurera.
Durante su juventud participó en la Acción Católica. Conoció a Patricio Aylwin a través de un artículo suyo llamado «La verdad sobre el carbón» publicado en Política y Espíritu, la revista de la Falange Nacional. Tras reunirse en persona, tuvieron un noviazgo por diez meses, y se casaron el 29 de septiembre de 1948 en la Iglesia de las Agustinas de Santiago.
El matrimonio Aylwin Oyarzún vivió brevemente en San Bernardo y luego en Santiago, primero en Ñuñoa y luego en Providencia, donde desde 1956 habitaron la misma casa, que mantendrían durante la presidencia de Patricio Aylwin y hasta la muerte de este último en 2016. Tuvieron cinco hijos: Isabel, Miguel, José Antonio, Juan Francisco y Mariana, quien fuera ministra de Educación en el gobierno de Ricardo Lagos. Una de sus nietas es la actriz Paz Bascuñán, hija de Mariana, quien bautizó a una de sus hijas con el nombre de su abuela, Leonor.
Durante el gobierno de Eduardo Frei Montalva fue vicepresidenta de CEMA Chile, y en 1967 ingresó a estudiar al Instituto Carlos Casanueva, donde se tituló como orientadora familiar y juvenil. En 1974 creó el centro de orientadoras familiares Crecer, donde trabajó por 15 años.

## Vida pública

### Primera dama

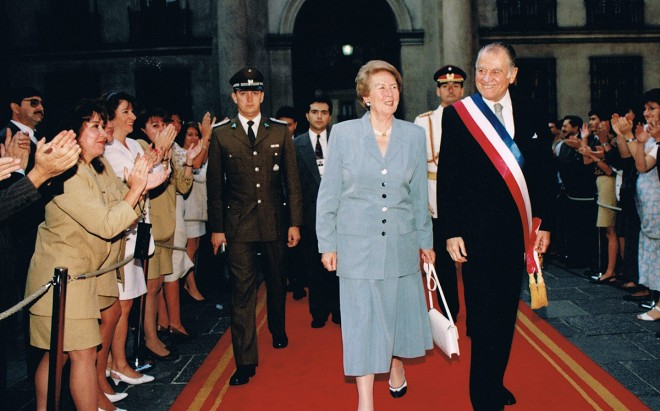
Leonor Oyarzún y Patricio Aylwin en el Palacio de La Moneda, 1990.

A pesar de que Aylwin había tenido importantes cargos en política, como senador (1965-1973) y líder de la oposición a la dictadura militar del general Augusto Pinochet, no fue sino hasta 1989 que ella asumió un rol más protagónico, para apoyar a su marido en la campaña de la elección presidencial de ese año, dejando su trabajo como orientadora familiar.
Su cónyuge resultó elegido presidente de la República y asumió el 11 de marzo de 1990. Con eso se convirtió en la primera dama de su país, aunque prefería no utilizar esa denominación.

Escudo como dama de Carlos III.

Como primera dama, se inauguró la «Dirección del Área Sociocultural de la Presidencia», transformándose durante 1990 la Fundación Nacional de Ayuda a la Comunidad (Funacu) en Integra, institución de ayuda a niños en situación de extrema pobreza. Al año siguiente inició el Programa de Promoción de la Mujer (Prodemu), que estimula la inserción femenina en la sociedad. Sin embargo, su obra más simbólica fue la creación en 1990 de la Fundación de las Familias, cuyo fin era mejorar la calidad de vida de las familias vulnerables de Chile.

Había muchas mujeres abandonadas. Necesitábamos crear espacios para la distracción de la familia. Hacíamos unas enormes porotadas... Todo eso fui dejándolo escrito a mi sucesora.
Leonor Oyarzún sobre la Fundación de las Familias, 2014.

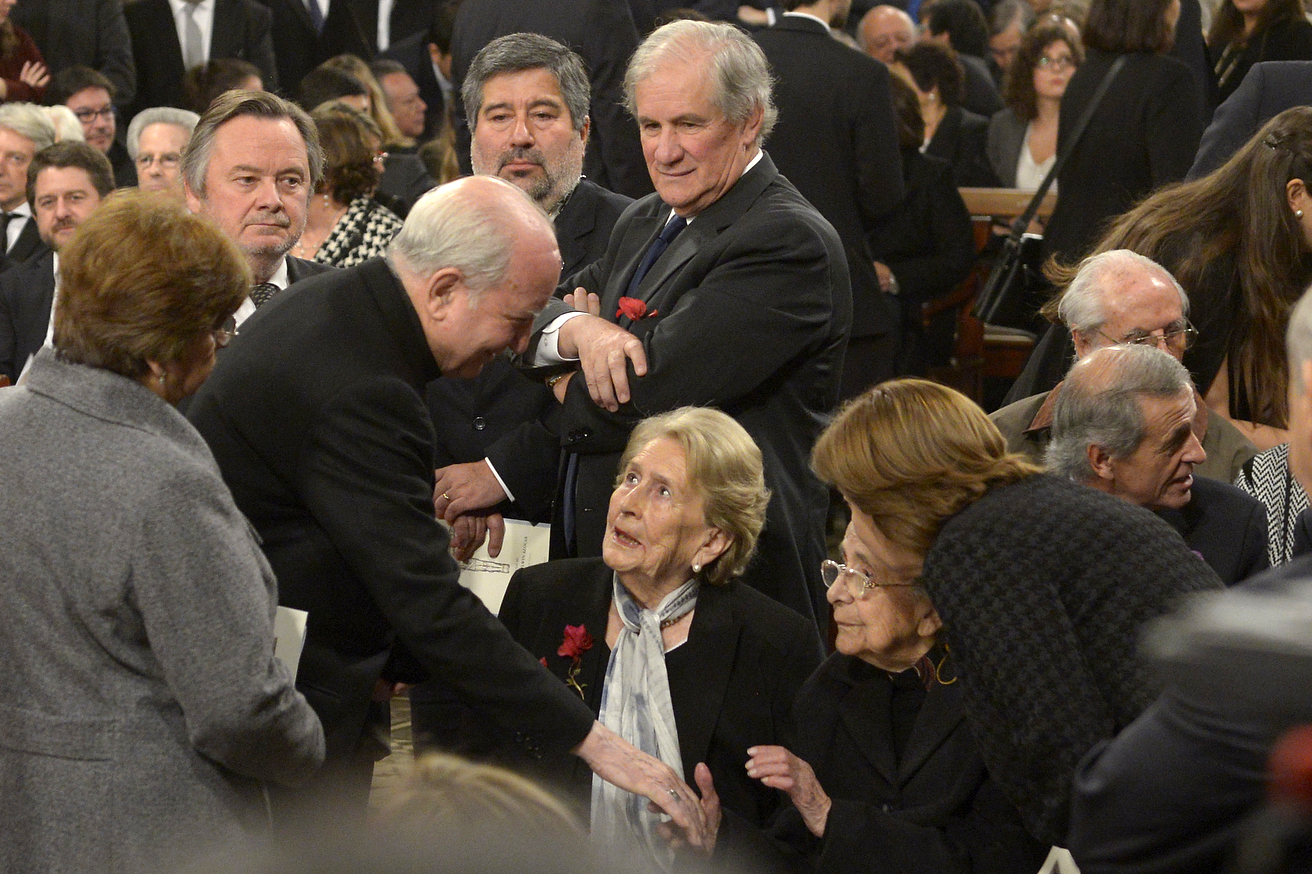
Oyarzún recibiendo el pésame del Cardenal Errázuriz en el funeral de Patricio Aylwin (2016).

### Después de la presidencia Aylwin
Tras el mandato presidencial de su cónyuge, finalizado el 11 de marzo de 1994, continuó acompañando a Aylwin en sus actividades políticas en foros nacionales e internacionales.
En 2010 sufrió una infección respiratoria aguda que la mantuvo internada en la Clínica Alemana de Santiago. En 2011 tuvo una fractura de cadera provocada por un accidente doméstico.
Enviudó el 19 de abril de 2016. Participó en el funeral de Estado realizado a Patricio Aylwin, para lo cual se tomaron especiales medidas de vigilancia médica debido a su avanzada edad. Ella recibió la bandera chilena que cubrió el féretro de Aylwin de manos de la presidenta Michelle Bachelet en el Cementerio General.
El 10 de marzo de 2019 cumplió 100 años de vida. Durante 2020 estuvo aquejada de COVID-19, se mantuvo confinada y resguardada por su familia en el contexto de la pandemia de esa enfermedad, de la que finalmente se recuperó.

### Fallecimiento
Falleció el 21 de enero de 2022 a la edad de 102 años en su casa en la comuna de Providencia, siendo la ex-primera dama más longeva en fallecer y una de las personalidades más longevas del país. Su deceso se produjo de manera natural por su avanzada edad.